# Kazahsztán címere

Kazahsztán címere

Kazahsztán címere egy égszínkék korong, közepén egy koronggal, valamint a jurták tetején lévő fakeretet (tündök) ábrázolásával, amelyen át besüt a nap minden irányba. A korong két oldalán szárnyas lovak találhatók. A korong felső részén egy ötágú csillag látható, alul az ország neve szerepel. Minden alak arany színű. A címert a zászlóval egy időben, 1992. június 4-én fogadták el.